# Archipiélago Guayaneco
El archipiélago Guayaneco  está situado en el océano Pacífico en la región austral de Chile, en la parte sur del golfo de Penas al comienzo de los canales patagónicos.
Administrativamente pertenece a la provincia Capitán Prat de la Región de Aysén.

## Ubicación
El archipiélago tiene 22 nmi en dirección E-W y 12 nmi en sentido N-S. Se extiende entre los siguientes límites:
- Por el norte: El golfo de Penas
- Por el este: La bahía Tarn
- Por el sur: El paso Suroeste que lo separa de la costa norte de la isla Juan Stuven.
- Por el oeste: El océano Pacífico.

Ubicado en el lado occidental de la bahía Tarn y al norte de la isla Juan Stuven. Está conformado por dos islas principales, Byron y Wager, las islas San Pedro y Schröder y numerosos islotes y rocas.

## Geología y orografía
Son una sucesión de tierras altas y barrancosas con numerosas cumbres y promontorios muy parecidos entre sí. Sus cabos y puntas terminan en forma abrupta. Lo anterior, unido al silencio y soledad del entorno hacen de estas islas y canales una de las regiones más bellas del planeta.
Las costas son acantiladas y sus canales en general son limpios y abiertos, donde hay escollos estos están invariablemente marcados por sargazos.
Existen alturas bastante notables que sirven para reconocer la entrada a los diferentes senos, canales o bahías. Estas están claramente indicadas en las respectivas cartas y derroteros de la región. En la isla Wager, la altura máxima es de 436 metros y tiene forma cónica; la isla Byron tiene su cumbre plana y 650 metros.
En el pasado se produjo un hundimiento del territorio provocado por el encuentro, frente a la península de Taitao, de tres placas tectónicas: la de Nazca y la Antártica que se mueven hacia el este, y la Sudamericana que se desplaza hacia el oeste. Esta situación ocasionó un notorio hundimiento del borde de la placa Sudamericana bajando los suelos a su nivel actual, lo que se puede comprobar por la fragmentación del territorio y la penetración del mar en los lugares hundidos, surgiendo gran cantidad de islas.
Data de la época terciaria; y es producto de la misma causa geológica que hizo aparecer primero la cordillera de la Costa y luego la de los Andes. En la edad glacial, tomó su aspecto actual siendo la continuación hacia el sur de la cordillera de la Costa.
Es de origen ígneo por la clase de roca que lo constituye y por su relieve áspero e irregular, característico de las cadenas de erupción.

## Climatología
La región es afectada continuamente por vientos del oeste y por el paso frecuente de sistemas frontales. Estos sistemas frontales se generan en la latitud 60° S, zona en la que confluyen masas de aire subtropical y masas de aire polar creando un cinturón de bajas presiones que forma los sistemas frontales.
Esta área tiene un clima que se conoce como “templado frío lluviosos” que se extiende desde la parte sur de la X Región de Los Lagos hasta el estrecho de Magallanes. Aquí se registran las máximas cantidades de precipitaciones, en isla Guarello se han alcanzado hasta 9000 mm anuales.
La nubosidad atmosférica es alta, los días despejados son escasos. La amplitud térmica es reducida, la oscilación anual es de aproximadamente 4 °C con una temperatura media de 9 °C. Precipita durante todo el año siendo más lluvioso hacia el otoño.
Existen solo dos estaciones: verano e invierno. El verano comienza en septiembre y los vientos empiezan a rondar del NW al SW. Los días comienza a ser más largos y en octubre puede haber algunos días despejados. En los meses de diciembre, enero y febrero los vientos ya soplan casi exclusivamente del SW con gran intensidad.
Las lluvias, en esta estación, son frecuentes pero no tan persistentes como en el invierno y se presentan bajo la forma de fuertes y copiosos chubascos. La mejor época del año es la que va de febrero a abril. En mayo se observan bravezas de mar que traen mucha marejada. En mayo caen las primeras nevazones las que continúan durante todo el invierno. Las nevazones a veces son tan espesas que la visibilidad se ve reducida a no más de 100 metros. El viento ha rondado al NW. Los meses de junio y julio se consideran los peores del año. El mal tiempo es el estado normal de la región, el buen tiempo es un accidente transitorio
En la mayoría de los senos, esteros y canales las tierras altas hacen cambiar la dirección del viento verdadero. El viento tiende a soplar a lo largo de los canales, siguiendo su dirección y hacia abajo en los valles.
En los puertos y fondeaderos que se encuentran a sotavento de las tierras altas, cuando los chubascos que soplan por lo alto encuentran quebradas o valles, bajan por ellos en forma repentina y violenta, a estos chubascos se les conoce como “williwaws”.
El viento dominante en toda la zona según el mes es: enero del NW – febrero del W – marzo y abril del W – mayo ronda al S – junio cambia al SW – julio y agosto entre el W al SW – septiembre del E y del N – octubre del W – noviembre del W al NW y en diciembre del WNW.

## Flora y fauna
En las laderas y hondonadas de los cerros crece un bosque tupido que se afirma en los intersticios de las rocas, los árboles se entrelazan unos con otros. Normalmente no se desarrollan sobre los 50 metros sobre el nivel del mar, pero donde está resguardado del viento dominante sube hasta los 200 y 300 metros sobre dicho nivel.
Sobre la roca desnuda se observa una formación esponjosa sobre la cual crecen líquenes y musgos desde los cuales surge el agua a la menor presión que se ejerza sobre su superficie. Algunos árboles son el haya, el tepú y el canelo.
El reino animal es muy reducido, se pueden encontrar el zorro y algunos roedores. Hay lobos y nutrias. Entre las aves terrestres y acuáticas podemos encontrar el martín pescador, el tordo, el zorzal, el cisne, el pato, el pingüino, el canquén, la gaviota y el quetro o pato a vapor. Entre los peces se encuentran el róbalo, el pejerrey, el blanquillo y la vieja. Entre los mariscos hay centollas, jaibas, erizos y choros.

## Historia
A contar de 1520, con el descubrimiento del estrecho de Magallanes, pocas regiones han sido tan exploradas como la de los canales patagónicos. En las cartas antiguas la región de la Patagonia, entre los paralelos 48° y 50° Sur, aparecía ocupada casi exclusivamente por una gran isla denominada “Campana” separada del continente por el “canal de la nación Calén”, nación que se supuso existió hasta el siglo XVIII entre los paralelos 48° y 49° de latitud sur.
Desde mediados del siglo XX esos canales son recorridos con seguridad por grandes naves de todas las naciones, gracias a los numerosos reconocimientos y trabajos hidrográficos efectuados en esas peligrosas costas.
Por más de 6000 años estos canales y sus costas han sido recorridas por los kawésqar, indígenas, nómades canoeros. Hay dos hipótesis sobre su llegada a los lugares de poblamiento. Una, que procedían del norte siguiendo la ruta de los canales chilotes y que atravesaron hacia el sur cruzando el istmo de Ofqui. La otra es que procedían desde el sur y que a través de un proceso de colonización y transformación de poblaciones cazadoras terrestres, procedentes de la Patagonia Oriental, poblaron las islas del estrecho de Magallanes y subieron por los canales patagónicos hasta el golfo de Penas. A comienzos del siglo XX este pueblo había sido prácticamente aniquilado por la acción del hombre blanco.
En 1741 naufragó en las costas del archipiélago Guayaneco la fragata inglesa HMS "Wager" integrante de la escuadra de George Anson, cuyo capitán era David Cheap. Parte de la tripulación regresó a Brasil vía estrecho de Magallanes, pero otros, junto al capitán Cheap optaron por dirigirse al norte por la costa del océano Pacífico, de estos, sólo cuatro llegaron a Chiloé, entre ellos el guardiamarina John Byron. El nombre de las dos islas principales del archipiélago recuerdan este naufragio.

## Descripción

### Isla San Pedro
Mapa de la isla
Ubicada en el lado oeste de la bahía Tarn y al oriente de la Isla Wager separada de esta por un canal sin nombre de 3 cables de ancho. Tiene 1½ nmi en dirección NW-SE por 1 nmi a 90°. En la costa oriental hay un muelle para las embarcaciones menores que abastecen las instalaciones que la Armada de Chile y de la Dirección de Aeronáutica tienen en la isla: un faro, una radioestación y un radiofaro.
En el lado oriental de la isla, 2½ cables al este del muelle está el fondeadero recomendado solo con viento del SW y poca marejada.

### Isla Schröder
Mapa de la isla
Ubicada en el lado occidental de la bahía Tarn y al suroriente de la isla Wager de la que está separada por un canalizo muy angosto. Mide 1¾ nmi en sentido N-S por igual medida a 90°. En el lado este se alzan las cumbres Tetas de Ballenas de 122 metros de alto.
En el lado SE está puerto Ballenas y más hacia el oeste abre Caleta Chica.

### Bahía Acosta
Mapa de la bahía
Se forma entre la costa suroeste de la isla San Pedro por el norte, el grupo de los islotes Albertina por el este, la costa norte de la isla Schröder por el sur y la isla Wager por el oeste. Es espaciosa, tiene un largo de 2½ nmi en dirección NW-SE y un ancho de ½ nmi.
Existen dos fondeaderos, uno de 22 a 29 metros de profundidad y el otro de 15 a 18 metros, ambos con fondo de arena; apropiados para naves de hasta porte moderado. En ellos no se sienten los peligrosos williwaws pues no hay cumbres altas en sus cercanías.

### Puerto Ballenas
Se abre en la costa SE de la isla Schröder, se accede a él desde la bahía Tarn o bien desde el paso Suroeste. Es un buen puerto cuando, procediendo desde el sur, las naves encuentran vientos fuertes o mar gruesa procedente del golfo de Penas. Sus cualidades como puerto son inferiores a los fondeaderos que hay en la bahía Acosta.

### Caleta Chica
Mapa de la caleta
Ubicado en la costa sur de la isla Schröder, media milla al occidente de la punta San Francisco. Es una pequeña ensenada conocida también con el nombre de Acero. Tiene 3 cables de saco y de ancho. El fondeadero está en el centro de ella en 31 metros de agua fondo de piedra. Los fondeaderos de bahía Acosta y de puerto Ballenas son preferibles.

### Isla Wager
Mapa de la isla
Es la segunda isla en tamaño de las que componen el archipiélago Guayaneco. Tiene 10 nmi de largo en su eje NW-SE y 4 nmi de ancho. Por el norte la limitan las aguas del golfo de Penas; por el este la bahía Acosta que la separa de la isla San Pedro y un canalizo sin nombre y no navegable; por el sur el paso Suroeste que la separa de las islas del archipiélago Campana y por el oeste la isla Byron separadas por el paso Rundle.
En ella se encuentran el monte Anson, de forma cónica y de 436 metros de altura y el monte Wager de cumbre plana y 650 metros los cuales ayudan a reconocer la isla.

### Paso Rundle
Mapa del paso
Corre entre las islas Byron y Wager por una extensión de 4 nmi libre de peligros excepto en su acceso norte que está obstruido por muchas rocas que hacen muy difícil la entrada a la bahía Speedwell que se forma en su extremo NW. Su ancho medio es de ¼ nmi.

### Bahía Speedwell
Mapa de la bahía
Se forma en el extremo NW del paso Rundle. Es pequeña y su acceso norte es muy difícil porque está obstruido por muchas rocas.

### Isla Byron
Mapa de la isla
Es la de mayor tamaño de las que componen el archipiélago Guayaneco. Tiene 12 nmi de largo en su eje mayor y 9 nmi en su parte más ancha. Está limitada por el norte por las aguas del golfo de Penas; por el este por el paso Rundle que la separa de la isla Wager; por el sur por el paso Suroeste que la separa de las islas del archipiélago Campana y por el oeste por las aguas del océano Pacífico.
En su lado norte hay varias rocas, islas e islotes que destacan por su forma y alto: las rocas Ratones 2 nmi al NE, la isla Rugged de 152 metros de alto 1½ al NW, el islote Solitario 2 nmi al NW y el islote Medora de 81 metros de alto 2 nmi al norte del extremo NW.